# Syndrome de Dorian Gray
Le syndrome de Dorian Gray (SDG) désigne un phénomène culturel et social caractérisé par l'orgueil extrême d'un homme en ce qui concerne son apparence et ses capacités physiques. Il est souvent accompagné de difficultés d'adaptation à la maturation psychologique et au vieillissement du corps.
Le SDG se caractérise par une triade de symptômes qui se superposent et de ce fait combinent des signes de dysmorphophobie, d’une personnalité narcissique et d’une immaturité engendrée par un ralentissement de développement, souvent remarqué dans la paraphilie.
Afin de conserver sa jeunesse éphémère, l’homme atteint de ce syndrome aura tendance à recourir à des produits et services tels que des greffes de cheveux, des médicaments contre l’impuissance, et des interventions chirurgicales. Par conséquent, il pourra résister aux implications psychosomatiques et psychodynamiques du syndrome. Le nom “Dorian Gray” fait référence au protagoniste du roman Le Portrait de Dorian Gray paru en 1891. Dans ce roman, un bel homme détruit sa vie personnelle, sociale et émotionnelle à cause de son hédonisme et de son amour-propre excessif, cependant, en gardant un portrait de lui vieillissant surnaturellement à sa place, celui-ci parvient à préserver sa beauté des ravages du temps et de son style de vie immoral.

## Histoire
Le SDG a tout d'abord été décrit dans un article présenté lors d’une conférence traitant de la quête irréaliste du corps parfait au moyen de produits et de services et de ses conséquences sur la santé mentale.
Cette appellation fait référence au protagoniste éponyme du roman Le Portrait de Dorian Gray (1891), écrit par Oscar Wilde, racontant l'histoire d’un très beau jeune homme qui admire et éprouve de la jalousie envers son propre portrait et souhaite que celui-ci vieillisse à sa place. Afin de résister au temps et à la nature, et en même temps incapable et réticent à mûrir, Dorian Gray vend son âme pour que son souhait se réalise.
Le portrait et l’histoire du roman font référence aux motifs littéraires narcissiques du miroir et l'amplifient, de telle façon que la beauté éternelle, le vieillissement et la maturité sont représentés par la dyade psychologique de “la personne et du miroir”. Le personnage de Dorian Gray est l’archétype du patient atteint du syndrome de Dorian Gray.

## Causes
Le syndrome dépeint une psychodynamique courante de maladie mentale. Celle-ci est caractérisée par une défense narcissique à une maturation dépendante du temps et qui s’exprime par une recherche active de la beauté éternelle. L’article Das Dorian Gray Syndrom (2006) rapporte qu’approximativement 3 % de la population allemande présenterait des symptômes du syndrome.

## Diagnostic
Les critères de diagnostic du syndrome de Dorian Gray sont:
- des signes de dysmorphophobie
- une incapacité à murir psychologiquement
- l'utilisation d’au moins deux des produits et/ou services suivants :  
  - traitement de la calvitie (p.ex. finastéride)
  - traitement de l'obésité (p.ex. orlistat)
  - traitement des troubles érectiles (p.ex. sildénafil)
  - antidépresseurs (p.ex. fluoxétine)
  - chirurgies esthétiques (p.ex. liftings, liposuccions)

## Séquelles
Lorsque la beauté du visage et le physique parfait de l’homme atteint du syndrome de Dorian Gray finissent par défaillir, malgré les mécanismes de défense et la recherche de jeunesse éternelle, le patient se verra le plus souvent prescrire des antidépresseurs et des thérapies afin de contrer son sentiment d’échec.
De plus, si cette personne n’arrive pas à comprendre qu’elle doit agir pour se débarrasser du SDG et poursuit sa quête de beauté éternelle, tout en ignorant la psychodynamique du narcissisme, elle entre alors dans un cercle de dépressions chroniques. Dans certains cas extrêmes, le patient va chercher à s’autodétruire en ayant recours à divers médicaments ou à des chirurgies plastiques, voire les deux, dans le but de combler le vide créé par le narcissisme inhérent au syndrome de Dorian Gray.